# José Ramos
José Ramos (ur. 1918 w Quilmes, zm. 11 maja 1969 w Lomas de Zamora) – argentyński piłkarz, pomocnik. Później trener.
Ramos karierę piłkarską rozpoczął w 1939 roku w klubie CA Lanús. W 1940 roku został graczem klubu River Plate, z którym dwa razy z rzędu – w 1941 i 1942 roku – zdobył tytuł mistrza Argentyny.
Jako piłkarz klubu River Plate wziął udział w turnieju Copa América 1942, gdzie Argentyna została wicemistrzem Ameryki Południowej. Ramos zagrał we wszystkich sześciu meczach – z Paragwajem, Brazylią, Ekwadorem, Peru, Chile i Urugwajem.
W 1945 roku Ramos razem z River Plate zdobył swoje trzecie mistrzostwo Argentyny.
Nadal jako piłkarz klubu River Plate wziął udział w turnieju Copa América 1946, gdzie Argentyna drugi raz z rzędu zdobyła tytuł mistrza Ameryki Południowej. Ramos zagrał tylko w meczu z Paragwajem.
Jako piłkarz klubu River Plate jeszcze dwukrotnie sięgnął po mistrzostwo Argentyny – w 1947 roku i na koniec kariery w 1952 roku. Łącznie w lidze argentyńskiej Ramos rozegrał 333 mecze i zdobył 18 bramek.
Po zakończeniu kariery piłkarskiej Ramos został trenerem – w 1960 roku wspólnie z Alejandro Galánem kierował drużyną klubu River Plate.